# Horatius de Hooch

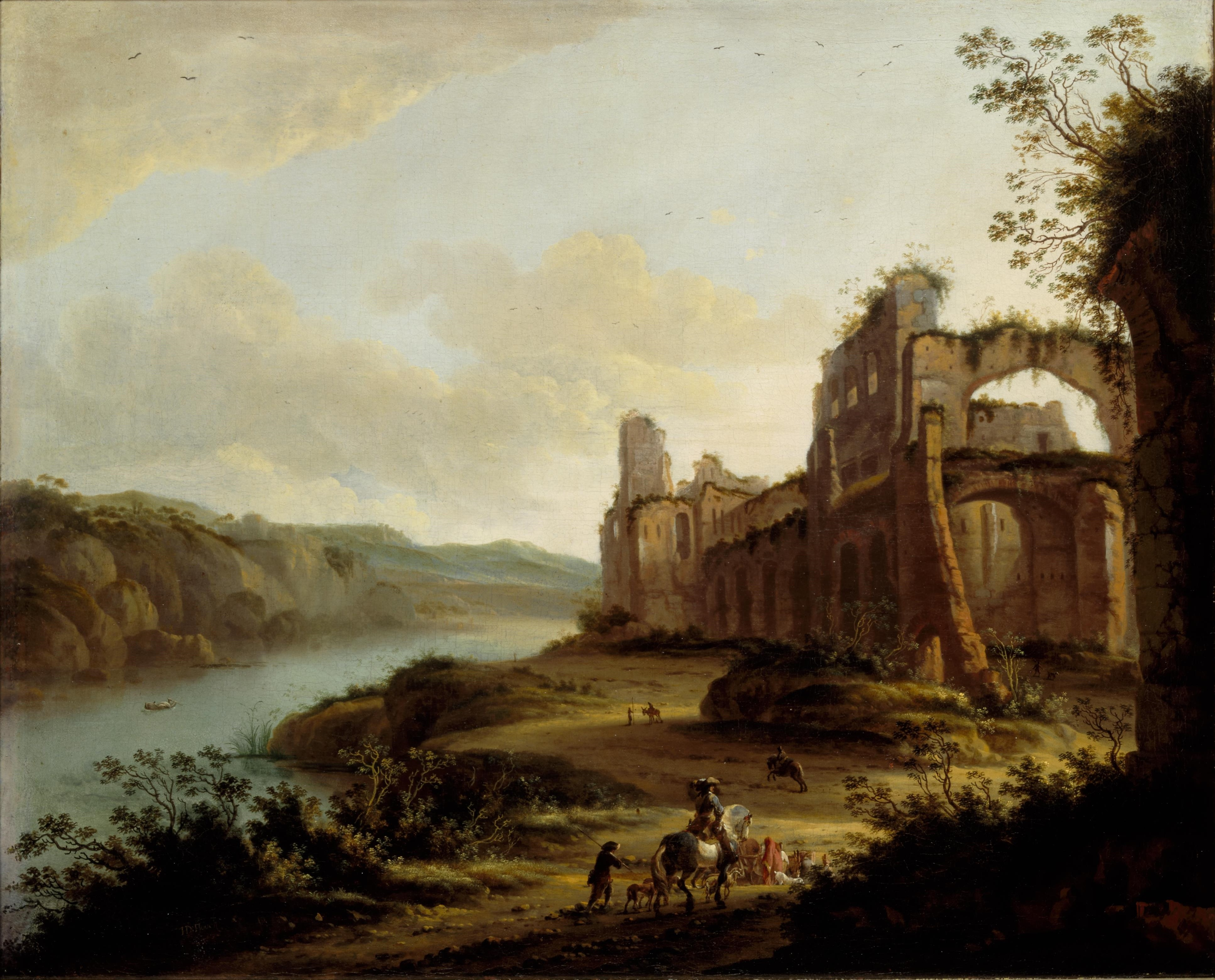
Landschap met ruïne (“Paisatge amb ruïnes”), signat HD: Hooch, oli sobre llenç, 53,7 x 66 cm, Utrecht, Centraal Museum.

Horatius de Hooch (fl. 1652–1686) va ser un pintor barroc neerlandès especialitzat en pintura de paisatges.
Amb prou feines es tenen notícies de la vida d'Horatius de Hooch, de qui es coneixen paisatges italianitzants datats entre 1652 (Paisatge del sud amb viatgers davant una ruïna, Copenhaguen, Museu Nacional de Dinamarca) i 1686. Consta que el 1669 exercia com a degà del gremi de pintors d'Utrecht. No obstant això, és possible que amb anterioritat hagués treballat a Ámsterdam, on se cita el 1653 un paisatge nocturn de Hooch en poder d'un marxant d'art d'aquella localitat.
L'obra conservada està formada íntegrament per paisatges italianitzants, sovint amb ruïnes que en algun cas es poden reconèixer, com ara el Landschap met ruïne del Centraal Museum d'Utrecht, on les ruïnes al costat del riu recorden les del palau de l'emperador Septimi Sever al turó Palatí, o el Landschaft mit Apsis und Campanile der Kirche Santi Giovanni e Paolo in Rom (“Paisatge amb l'absis i el campanil de l'església de Santi Giovanni i Paolo a Roma”) (Budapest, Museu de Belles Arts de Budapest).